# Britta Reich-Eriksson
Britta Gustava Nadeschda Reich-Eriksson, född Reich 3 augusti 1918 i Göteborg, död 30 juli 2014 i Stockholm, var en svensk målare och textilkonstnär. 

## Biografi
Britta Reich-Eriksson var främst känd för sina utsmyckningar av svenska kyrkor. Hon var dotter till sjökaptenen Einar Reich och Signe Barkman samt från 1945 gift med Liss Eriksson.
Reich-Eriksson utbildade sig vid Valands målarskola 1937–1939 och vid Kungliga Konsthögskolan 1940–1945, och bodde i Paris med sin make 1947–1952. Hon gjorde glasfönster i en lång rad svenska kyrkor, däribland i Sankt Lukas kyrka i Kallhäll (1976/2000, även altartavlan i fårskinn), Maria kyrka i Jakobsberg (1981) och Hälleberga kyrka i Orrefors (1978). Hon hade även ett flertal utställningar både i Sverige och i utlandet, bland annat i HSB:s God konst i alla hem 1943, Contemporary European Women Painters i London 1947, Nordiska konstnärinnor på Liljevalchs 1948, Unga tecknare på Nationalmuseum 1952, och ett flertal gånger med Arvika konstförening i Arvika och Sveriges allmänna konstförening.
Britta Reich-Eriksson är gravsatt i minneslunden på griftegården i Lilla Aska i Linköpings pastorat.

## Offentlig konst[3]

### Kyrkoutsmyckning
- Kullerstads kyrka, Östergötland, glasfönster (1955)
- Sankt Botvids kyrka, Oxelösund, glasfönster (1957)
- Sparreholms kyrka, Södermanland, glasfönster (1963)
- Skellefteå landsförsamlings kyrka, glasfönster (1964)
- Hagby rundkyrka, glasfönster, kormatta (1968)
- Vårdinge ungdomskapell, glasfönster (1974)
- Sankt Lukas kyrka, Kallhäll, glasfönster, altartavla (1976/2000)
- Hälleberga kyrka, Orrefors, glasfönster (1978)
- Maria kyrka, Jakobsberg, glasfönster (1981)
- Figeholms kyrka, "Årstiderna", glasfönster (1985–1992)
- Linköpings domkyrka, Mariabild (1988)
- Grevegårdens kyrka, Västra Frölunda församling, glasfönster (1992)

### Övrig offentlig konst
- Äppelplockning, Björkhagens skola, järnsmide (1950)
- Commedia del arte, Folkets parks uteteater, Arvika, teaterridå (1981)
- Fem patientrum på Radiumhemmet, Karolinska sjukhuset (1985)
- Brevduvor, Kvissleby postkontor, Sundsvall (1986)
- Koltrastar, Solberga sjukhus, broderi